# Band of Gold (chanson de Freda Payne)
Pour les articles homonymes, voir Band of Gold.
Singles de Freda Payne
Unhooked Generation
(1970) Deeper and Deeper
(1970)
Singles de Charly McClain
Candy Man
(avec Mickey Gilley, 1984) The Right Stuff
(avec Mickey Gilley, 1984)
Singles par Belinda Carlisle
I Feel the Magic
(1986) Since You've Gone
(1986)
Singles de Bonnie Tyler
If You Were a Woman (And I Was a Man)
(1986) Rebel Without a Clue
(1986)
Singles de Kimberley Locke
Change
(2007) Frosty the Snowman
(2007)
Band of Gold est une chanson originellement interprétée par la chanteuse américaine Freda Payne.
Écrite par le trio d'auteurs-compositeurs et producteurs de musique Holland–Dozier–Holland (sous le pseudonyme d'Edythe Wayne) avec leur collaborateur Ron Dunbar, la chanson est enregistrée par Freda Payne chez Invictus Records, le label que Holland, Dozier et Holland ont formé après leur départ de Motown en 1968,.
Aux États-Unis, la chanson a atteint la 3e place du Hot 100 de Billboard, passant en tout 20 semaines dans le chart,. (Elle a débuté à la 93e place du Billboard Hot 100 dans la semaine du 25 avril 1966 et a atteint la 3e place pour la semaine du 25 juillet.)
Au Royaume-Uni, elle s'est classée 1re au hit-parade officiel des singles pendant 6 semaines consecutives. (Elle a débuté à la 36e place du hit-parade la semaine du 30 août au 5 septembre 1970 et a atteint la 1re place deux semaines plus tard, celle du 13 au 19 septembre.)
En 2004, Rolling Stone a classé cette chanson, dans la version originale de Freda Payne, 391e sur sa liste des « 500 plus grandes chansons de tous les temps ». (En 2010, le magazine rock américain a mis à jour sa liste, et la chanson ne figure plus là-dessus.)

## Reprises
La chanson a été reprise par de nombreux artistes, parmi lesquels on peut citer Charly McClain (sur l'album The Woman in Me de 1983 et en single en 1984), Belinda Carlisle (featuring Freda Payne, 1986), Bonnie Tyler (1986) ou encore Kimberley Locke (2007).